# Zygophyllum ovigerum
Zygophyllum ovigerum är en pockenholtsväxtart som beskrevs av Fisch. & Mey. och Karel.. Zygophyllum ovigerum ingår i släktet Zygophyllum och familjen pockenholtsväxter. Inga underarter finns listade i Catalogue of Life.